# Förstakammarvalet i Sverige 1912
Förstakammarvalet i Sverige 1912 var ett val i Sverige till Sveriges riksdags första kammare. Valet genomfördes med ett proportionellt valsystem i september månad 1912.
Valet hölls i fem valkretsar, utgörande den fjärde valkretsgruppen: Södermanlands läns valkrets, Kalmar läns norra valkrets, Hallands läns valkrets, Örebro läns valkrets och Västernorrlands läns valkrets. Ledamöterna utsågs av valmän från de landsting som valkretsarna motsvarade.

## Valresultat
| Parti                | Parti                                     | Partiledare            | Röster | Röster | Mandatfördelning | Mandatfördelning |
| Parti                | Parti                                     | Partiledare            | Antal  | +−     | Antal            | +−               |
| -------------------- | ----------------------------------------- | ---------------------- | ------ | ------ | ---------------- | ---------------- |
|                      | Allmänna valmansförbundet                 | Gustaf Fredrik Östberg | 122    | ▲2     | 15               | ▲1               |
|                      | Frisinnade landsföreningen                | Ernst Beckman          | 74     | ▼7     | 8                | ▼2               |
|                      | Sveriges socialdemokratiska arbetareparti | Hjalmar Branting       | 27     | ▲5     | 2                | ▲1               |
| Antal giltiga röster | Antal giltiga röster                      | Antal giltiga röster   | 223    | ▬      | 25               |                  |

- Valdeltagandet var 100 %